# 赫爾伯特·拉布
| 9097 Davidschlag                           | 1996年1月14日 | MPC[A][B] |
| 9119 Georgpeuerbach                        | 1998年2月18日 | MPC[A][B] |
| 13682 Pressberger                          | 1997年8月10日 | MPC[A]    |
| 175730 Gramastetten                        | 1998年2月18日 | MPC[A][B] |
| 共同發現： A 埃里希·邁耶 B 埃爾溫·奧伯邁爾 |               |           |

赫爾伯特·拉布（德語：Herbert Raab，1969年1月24日—）是一名奧地利軟體工程師、業餘天文學家和天體的發現者。

## 生平
拉布於1995年在约翰·开普勒林茨大学完成電腦科學學業，並取得工程師學位。2012年，他在林茲的LIMAK商學院獲得工程師管理碩士學位，並於2013年畢業成為工商管理碩士。他在商業軟體領域擔任軟體工程師。
1983年，他加入林茲天文學會 ，並於1996年起擔任該學會會長，直至2017年。1990年起，他開始開發被廣泛使用的軟體Astrometrica，用於小行星和彗星影像的天體測量和光度分析。拉布最重要的觀測包括1993年與埃里希·邁耶和埃爾溫·奧伯邁爾共同觀測的舒梅克-李維九號彗星的精確天體測量。這些觀測對後來預測這顆彗星撞擊木星有重大貢獻。
1997年8月10日，他與埃里希·邁耶在達維特施拉格（奧地利林茨附近基希施拉格）私人天文台共同發現了小行星13682。此外，他還參與了其他三個小行星的發現，這些小行星被國際天文學聯合會指定為達維特施拉格天文台的地點發現。在2007年5月18日小行星1177對HIP 76293號恆星的掩星過程中，拉布發現該恆星是一顆近雙星，其各部分之間的距離只有0.04吋。
1996年5月，根據小行星中心的布萊恩·馬斯登和加雷思·V·威廉斯的提議，小行星3184以他的名字命名（M.P.C. 27124）。1997年4月4日，拉布獲頒奧地利共和國服務金牌。
他的妻子艾格尼絲·拉布（Agnes Raab）也是一位業餘天文學家，並且是林茲天文學會的長期會員。2004年初，小行星49109以她的名字命名。

## 外部連結
- Publications by Herbert Raab in the SAO/NASA Astrophysics Data System (ADS)
- Freie Sicht auf die Sonnenfinsternis (Clear view on the solar eclipse), nachrichten.at, March 2015 （德語）
- Asteroids Raab and Agnesraab, astrometrica.at